# キリストの哀悼 (プッサン)
『キリストの哀悼』（キリストのあいとう、独: Beweinung Christi、英: Lamentation of Christ）は、17世紀フランスの巨匠ニコラ・プッサンが1628年ごろ、キャンバス上に油彩で制作した絵画である。イエス・キリストの受難を表した初期の作品のうち、『キリストの降架』 (エルミタージュ美術館、サンクトペテルブルク) とともに確実にプッサンに帰属される。バイエルン選帝侯マクシミリアン2世エマヌエルに所有されていた作品で、現在、ミュンヘンのアルテ・ピナコテークに所蔵されている。 

## 作品

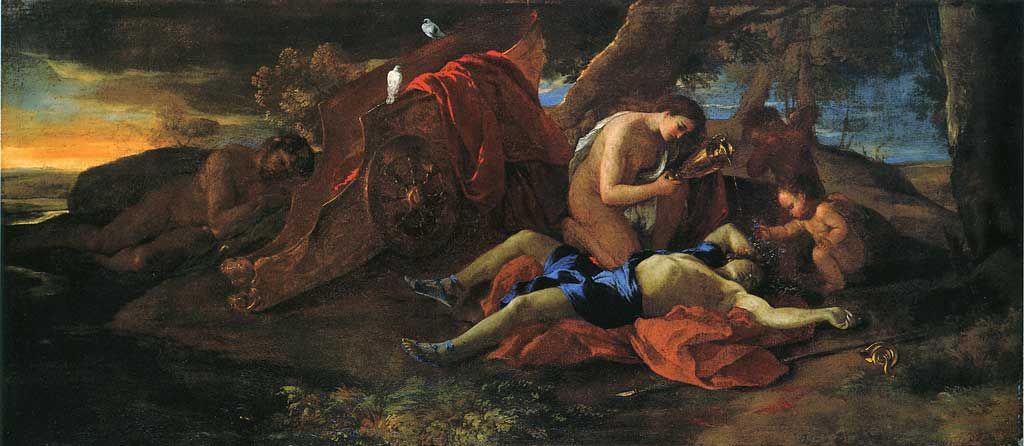
プッサン『アドニスのために泣くヴィーナス』(1627-1627年ごろ)、カーン美術館)

場面は古代の墓所に設定されており、それは歴史的正確さを達成しようとするプッサンの努力を表している。描かれているのは、イエス・キリストの遺体が岩の中の墓に埋葬される前に、彼と親しかった人々がその死を悼む場面である。福音書には記述されていない、この古くからの主題は、プッサンにより非常に感動的に表現されている。左側の石棺に腰かけ、悲嘆のうちに祈る福音書記者聖ヨハネと、キリストの遺体を抱きながら卒倒する聖母マリアは、苦痛を異なった方法で示している。右側の2人の天使は泣いている。聖母の背後では、アリマタヤのヨセフ (あるいはニコデモ) が白い石棺に手をついている。左側前景にはキリストを包んできた亜麻布と壺があり、左側後景にはオベリスクのある古代の町エルサレムが望まれる。
本作は、厳密に構築された構図と大胆な色彩において16世紀のラファエロ、ティツィアーノ、アンニーバレ・カラッチなど16世紀イタリアの画家たちを規範としている。光と雰囲気においては、やや後に描かれた『エコーとナルキッソス』 (ルーヴル美術館、パリ) のようにヴェネツィア派的である。
構図と情感においては『アドニスのために泣くヴィーナス』 (1627-1627年ごろ、カーン美術館) にもっとも近い。ただし、どちらの作品が他方のモデルになったのかは定かではない。胸を持ち上げて頭を後ろにのけぞらせるキリストの遺体も、アドニスの遺体も、おそらくカピトリーノ美術館所蔵のメレアグロスの石棺に由来するものであろうが、それはプッサンが『ゲルマニクスの死』 (ミネアポリス美術館) で用いた有名な作例ではない。また、本作と『アドニスのために泣くヴィーナス』は類似しているものの、プッサンが両作品の間に何か象徴的な関係を表現しようとしたとまで推論する必要はないであろう。